# František Ferdinand II. Kinský
František Ferdinand Jeroným Josef hrabě Kinský z Vchynic a Tetova (pro odlišení od svého předka Františka Ferdinanda Kinského označován jako František Ferdinand II., německy Franz Ferdinand Hieronmyus Joseph Graf Kinsky von Wchinitz und Tettau; 8. prosince 1738 Chlumec nad Cidlinou – 7. dubna 1806 Jihlava) byl český šlechtic, majitel několika panství v Čechách a Dolním Rakousku. Ve druhé polovině 18. století byl hlavním představitelem hraběcí linie Kinských. Mimo jiné byl blízce spřízněn s polským králem Stanislavem Augustem Poniatowskim.

## Životopis
Pocházel ze starého šlechtického rodu Kinských, patřil k chlumecké hraběcí větvi. Narodil se na zámku Karlova Koruna jako starší syn nejvyššího lovčího Leopolda Kinského (1713–1760) a jeho manželky Marie Terezie, rozené Capece de Rofrano (1716–1778). Po otci byl vnukem nejvyššího kancléře Františka Ferdinanda Kinského (1678–1741), z matčiny strany byl jeho dědečkem španělský markýz Geronimo Capece de Rofrano (1661–1724), generální poštmistr v italských habsburských državách, který v roce 1721 koupil východočeské panství Chroustovice s 22 vesnicemi (tento majetek následně přešel dědictvím do rodu Kinských). František Ferdinand byl od mládí císařským komořím a sloužil v armádě. Vojenskou kariéru zakončil již za sedmileté války v hodnosti plukovníka u 50. pěšího regimentu svého švagra knížete Poniatowského.

### Majetkové poměry a stavební aktivity

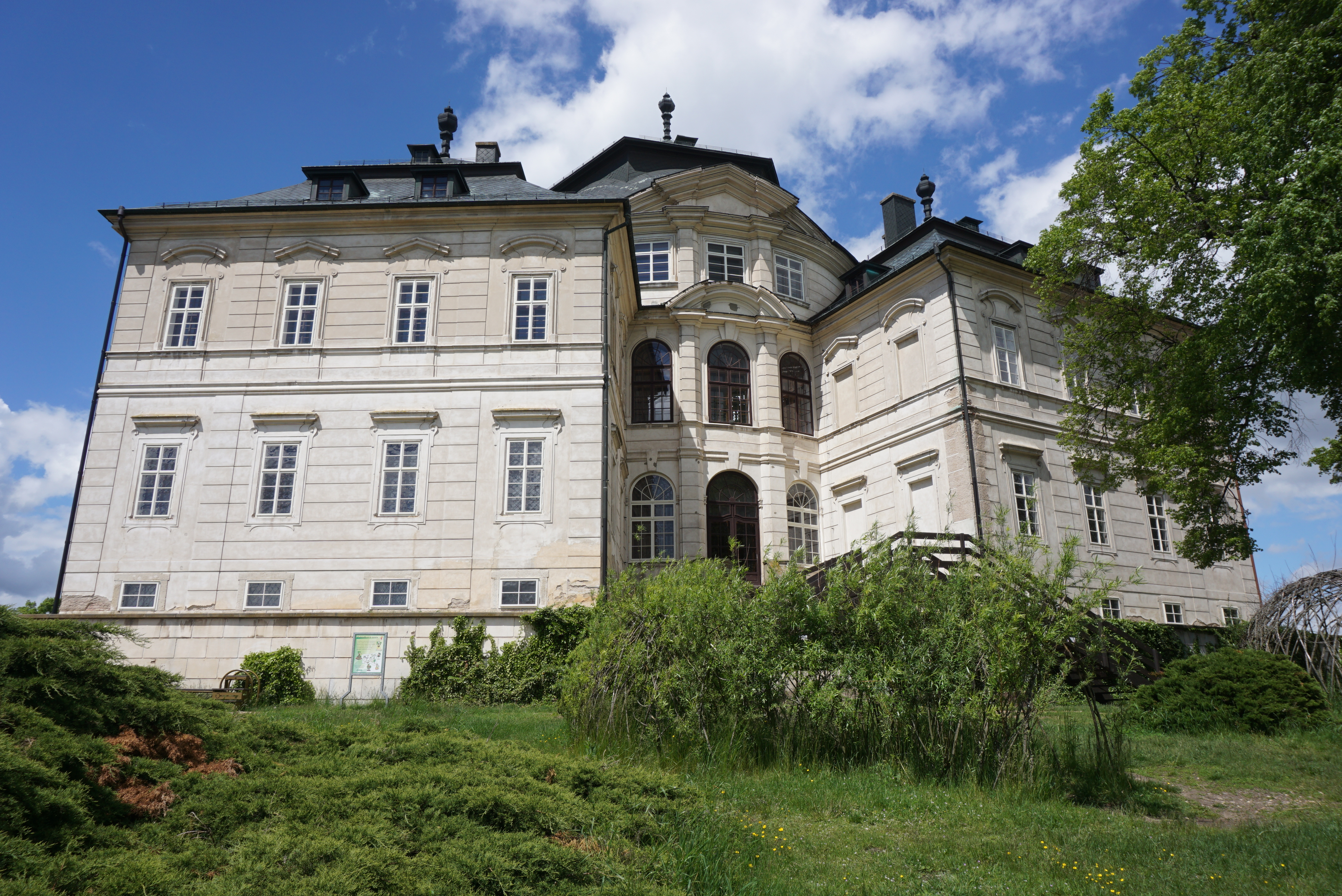
Zámek Karlova Koruna (Chlumec nad Cidlinou), hlavní sídlo rodu Kinských

Po otci byl majitelem fideikomisu Chlumec nad Cidlinou, který zdědil v roce 1760, fakticky jej ale převzal až v roce 1762. Chlumecké panství patřilo k největším pozemkovým celkům v Čechách, náleželo k němu přes padesát vesnic a podle tereziánského katastru mělo hodnotu přibližně 1 750 000 zlatých. Kvůli špatnému hospodaření předchozích generací bylo chlumecké panství značně zadlužené, Františku Ferdinandovi se ale podařilo dosáhnout pozitivní bilance a chlumecké panství vynášelo později roční zisk ve výši 70 000 zlatých. Kromě Chlumce byl také spoludědicem panství Chroustovice, které držel spolu s mladším bratrem Filipem. Filip pak v roce 1779 bratrův podíl vykoupil a stal se samostatným majitelem. Kromě statků v Čechách byl František Ferdinand také majitelem panství Matzen v Dolním Rakousku. K tomuto majetku patřil honosný barokní zámek a přibližně 2 000 hektarů půdy. Panství Matzen bylo později vyčleněno jako dědický podíl pro mladšího syna Kristiána.

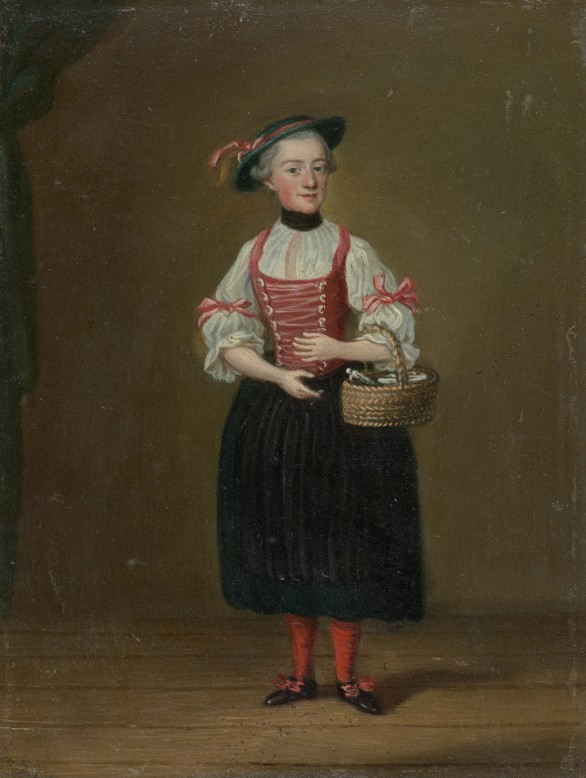
František Ferdinand Kinský v ženském kostýmu pro divadelní představení (1763, Joseph Baumgartner, sbírky Lichtenštejnského muzea ve Vídni)

Vedle statků v Čechách a Rakousku vlastnil několik nemovitostí v Praze a Vídni. V Nerudově ulici (dříve Ostruhová) mu patřil palác Kinských, který byl však převážně pronajímán, a to i přes špatný technický stav budovy. Mimo jiné zde trvale žila matka Marie Terezie, podruhé provdaná za generála Louise Brechainvilla. Kvůli problémům s pronajímateli a statickým problémům bylo nakonec rozhodnuto palác prodat. To vyžadovalo jeho vyjmutí z rodového fideikomisu a souhlas všech Kinských. Palác byl prodán v roce 1800 za 12 000 zlatých. Další nemovitostí Kinských v Praze byl palác U Tří per na Starém Městě, který byl prodán již v roce 1777. Poblíž Vídně si mezitím František Ferdinand koupil dům v dnešní čtvrti Döbling.
Správě majetku se František Ferdinand pečlivě věnoval, zakládal nové hospodářské dvory, na jeho úsilí odkazuje také název vesnic Tetov a Bílé Vchynice založených koncem 18. století. Stejně jako všichni Kinští byl vášnivým lovcem a rozšiřoval chlumeckou oboru, která se nakonec s rozlohou přibližně 1 000 hektarů stala jedním z největších loveckých revírů v Čechách. František Ferdinand zde pořádal parforsní hony a nechal postavit lovecký zámeček Vlkov nad Lesy. Z iniciativy jeho manželky vznikl další lovecký zámek Obora (Neugebau). Manželka Marie Kristina nechala postavit také kapli sv. Ferdinanda a v sousedství chlumeckého zámku iniciovala výstavbu jízdárny označované podle jejího rodného příjmení také jako Liechtensteinský trakt. Aktivity Františka Ferdinanda a jeho manželky Marie Kristiny připomíná několik aliančních erbů Kinských a Lichtenštejnů v chlumecké oboře i v areálu zámku Karlova Koruna. Na zámku Karlova Koruna se odehrával také bohatý kulturní život, což dokládá sbírka hudebnin doložená v inventáři z konce 18. století.

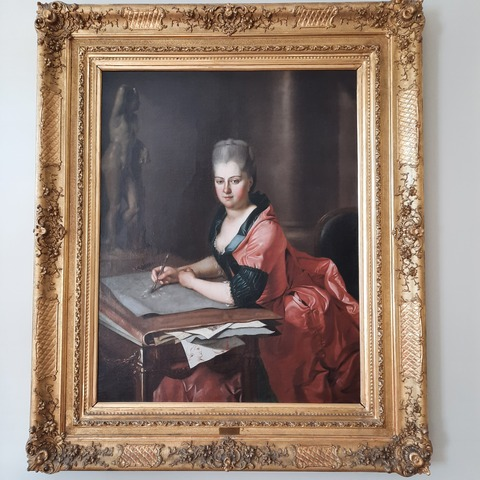
Marie Kristina Kinská, rozená Lichtenštejnová (1741–1819), manželka Františka Ferdinanda Kinského

Do doby éry Františka Ferdinanda spadá také selské povstání v roce 1775, které skončilo střetem vzbouřenců s armádou u Chlumce nad Cidlinou. Kromě vojska se sedlákům postavili i chlumečtí měšťané, kteří se s rebelií neztotožňovali. Během pochodu k Chlumci povstalci vydrancovali a zapálili zámek Kratonohy, který byl také majetkem hraběte Kinského. Zámek Kratonohy byl následně účelově přestavěn a ztratil charakter panského sídla, dochovala se jen barokní brána. I když selské povstání skončilo fiaskem, jeho rozsah donutil státní úřady více se zabývat problematikou poddaných, ještě v roce 1775 byl vydán robotní patent a nakonec na začátku vlády Josefa II. došlo ke zrušení nevolnictví (1781). Události z roku 1775 připomíná památník u Chlumce nad Cidlinou a dodnes zažité rčení dopadli jak sedláci u Chlumce.
František Ferdinand Kinský zemřel náhle na srdeční selhání 7. dubna 1806 v Jihlavě cestou z Vídně do Chlumce, pohřben byl v chlumeckém kostele sv. Voršily.

## Rodina

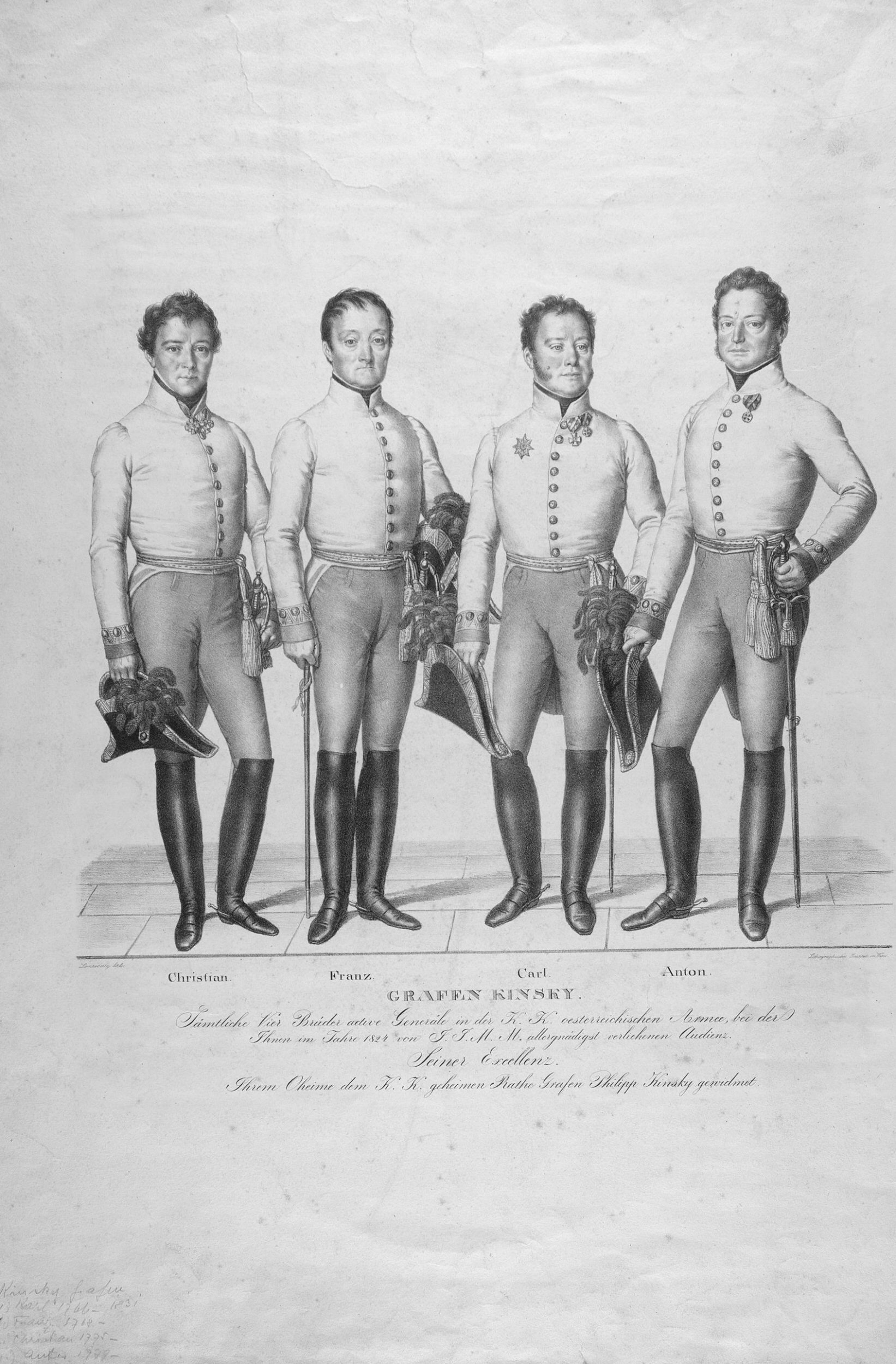
Synové Františka Ferdinanda Kinského, generálové Karel Kinský, František Josef Kinský, Kristián Kinský a František Antonín Kinský (litografie, 1820)

V roce 1761 se oženil s princeznou Marií Kristinou Lichtenštejnovou (1741–1819), dcerou prince Emanuela z Lichtenštejna. Náklady na svatbu ve Vídni dosáhly 30 000 zlatých. Marie Kristina byla dámou Řádu hvězdového kříže, proslula působením v charitě a podporovala aktivity svého manžela na chlumeckém panství. I jako vdova patřila k významným osobnostem císařského dvora a naposledy vynikla účastí na Vídeňském kongresu. Zemřela ve Vídni a podle vlastního přání byla pohřbena v kapli sv. Ferdinanda v chlumecké oboře (kaple byla pro zchátralost zbořena v roce 2010). Z jejich manželství se narodilo třináct dětí, z nichž několik zemřelo v dětství. Dědicem rodového majetku byl nejstarší syn Leopold (1764–1831), další synové Karel (1766–1831), František Josef (1768–1843), Kristián (1776–1835) a Antonín (1779–1864) sloužili v armádě a dosáhli generálských hodností. Synové Leopold, Karel a Kristián založili tři nové rodové linie, chlumeckou, sloupskou a matzenskou. Z dcer byla nejmladší Marie Barbora (1775–1779) provdaného za uherského šlechtice hraběte Miklóse Koháryho (1764–1810).
Jeho mladším bratrem byl generál Filip Kinský (1741–1827), majitel panství Chroustovice. Jejich sestra Marie Terezie (1740–1806) byla manželkou knížete Andrzeje Poniatowského (1735–1773), polního zbrojmistra v císařské armádě a mladšího bratra polského krále Stanislava Augusta Poniatowského.